# Herrnhut
Herrnhut település Németországban, azon belül Szászország tartományban. Lakosainak száma 5814 fő (2023. december 31.).

## Történelem
A település alapítása Nikolaus Ludwig Zinzendorf nevéhez fűződik, aki 1722-ben vásárolta meg nagyanyja berthelsdorfi birtokát Oberlausitzban. Még abban az évben letelepítette a morvaországból vallási okból elvándorló cseh testvéreket; az általuk épített külön település lett Herrnhut. 1727-ben ünnepelték először az úrvacsorát a faluban, ez számít a Herrnhuti testvérgyülekezet megalapításának.

## Személyek
- Itt élt Nikolaus Ludwig Zinzendorf (1700–1760) gróf, a Herrnhuti testvérgyülekezet alapítója

## Fordítás
- Ez a szócikk részben vagy egészben a Herrnhut című német Wikipédia-szócikk ezen változatának fordításán alapul.  Az eredeti cikk szerkesztőit annak laptörténete sorolja fel. Ez a jelzés csupán a megfogalmazás eredetét és a szerzői jogokat jelzi, nem szolgál a cikkben szereplő információk forrásmegjelöléseként.
- Ez a szócikk részben vagy egészben a Berthelsdorf című német Wikipédia-szócikk ezen változatának fordításán alapul.  Az eredeti cikk szerkesztőit annak laptörténete sorolja fel. Ez a jelzés csupán a megfogalmazás eredetét és a szerzői jogokat jelzi, nem szolgál a cikkben szereplő információk forrásmegjelöléseként.